# گمینا کامینگ کراینگسکی
گمینا کامینگ کراینگسکی (به لهستانی:  Gmina Kamień Krajeński) یک گمینا در لهستان است که در شهرستان شمپولنو واقع شده‌است. گمینا کامینگ کراینگسکی ۱۶۳٫۲۱ کیلومتر مربع مساحت و ۶٬۸۵۰ نفر جمعیت دارد.